# Panicum pansum
Panicum pansum är en gräsart som beskrevs av Alfred Barton Rendle. Panicum pansum ingår i släktet vipphirser, och familjen gräs. Inga underarter finns listade i Catalogue of Life.